# Guéblange-lès-Dieuze
Guéblange-lès-Dieuze è un comune francese di 173 abitanti situato nel dipartimento della Mosella nella regione del Grand Est.

## Società

### Evoluzione demografica
Abitanti censiti